# Néstor Araujo
Néstor Alejandro Araujo Razo (Guadalajara, 29 agosto 1991) è un calciatore messicano, difensore dell'América e della nazionale messicana.

## Carriera

### Club
Ha giocato nella prima divisione messicana ed in quella spagnola.

### Nazionale
Con la nazionale messicana ha preso parte alla Coppa America 2011, dove ha segnato di testa l'unico gol della sua nazionale nella partita Cile-Messico 2-1.
Viene convocato per la Copa América Centenario negli Stati Uniti.

## Statistiche

### Cronologia presenze e reti in nazionale
| Cronologia completa delle presenze e delle reti in nazionale ― Messico | Cronologia completa delle presenze e delle reti in nazionale ― Messico | Cronologia completa delle presenze e delle reti in nazionale ― Messico | Cronologia completa delle presenze e delle reti in nazionale ― Messico | Cronologia completa delle presenze e delle reti in nazionale ― Messico | Cronologia completa delle presenze e delle reti in nazionale ― Messico | Cronologia completa delle presenze e delle reti in nazionale ― Messico | Cronologia completa delle presenze e delle reti in nazionale ― Messico |
| Data                                                                   | Città                                                                  | In casa                                                                | Risultato                                                              | Ospiti                                                                 | Competizione                                                           | Reti                                                                   | Note                                                                   |
| ---------------------------------------------------------------------- | ---------------------------------------------------------------------- | ---------------------------------------------------------------------- | ---------------------------------------------------------------------- | ---------------------------------------------------------------------- | ---------------------------------------------------------------------- | ---------------------------------------------------------------------- | ---------------------------------------------------------------------- |
| 4-7-2011                                                               | San Juan                                                               | Cile                                                                   | 2 – 1                                                                  | Messico                                                                | Coppa America 2011 - 1º turno                                          | 1                                                                      |                                                                        |
| 8-7-2011                                                               | Mendoza                                                                | Perù                                                                   | 1 – 0                                                                  | Messico                                                                | Coppa America 2011 - 1º turno                                          | -                                                                      |                                                                        |
| 12-7-2011                                                              | La Plata                                                               | Uruguay                                                                | 1 – 0                                                                  | Messico                                                                | Coppa America 2011 - 1º turno                                          | -                                                                      |                                                                        |
| 11-2-2016                                                              | Miami                                                                  | Messico                                                                | 2 – 0                                                                  | Senegal                                                                | Amichevole                                                             | -                                                                      | 46’                                                                    |
| 29-3-2016                                                              | Città del Messico                                                      | Messico                                                                | 2 – 0                                                                  | Canada                                                                 | Qual. Mondiali 2018                                                    | -                                                                      | 60’                                                                    |
| 28-5-2016                                                              | Atlanta                                                                | Messico                                                                | 1 – 0                                                                  | Paraguay                                                               | Amichevole                                                             | -                                                                      | 56’                                                                    |
| 1-6-2016                                                               | San Diego                                                              | Cile                                                                   | 0 – 1                                                                  | Messico                                                                | Amichevole                                                             | -                                                                      | 46’                                                                    |
| 5-6-2016                                                               | Glendale                                                               | Uruguay                                                                | 1 – 3                                                                  | Messico                                                                | Coppa America 2016 - 1º turno                                          | -                                                                      |                                                                        |
| 10-6-2016                                                              | Pasadena                                                               | Messico                                                                | 2 – 0                                                                  | Giamaica                                                               | Coppa America 2016 - 1º turno                                          | -                                                                      |                                                                        |
| 18-6-2016                                                              | Santa Clara                                                            | Cile                                                                   | 7 – 0                                                                  | Messico                                                                | Coppa America 2016 - 1º turno                                          | -                                                                      |                                                                        |
| 16-11-2016                                                             | Panama                                                                 | Panama                                                                 | 0 – 0                                                                  | Messico                                                                | Qual. Mondiali 2018                                                    | -                                                                      |                                                                        |
| 8-2-2017                                                               | Whitney                                                                | Messico                                                                | 1 – 0                                                                  | Islanda                                                                | Amichevole                                                             | -                                                                      |                                                                        |
| 25-3-2017                                                              | Città del Messico                                                      | Messico                                                                | 2 – 0                                                                  | Costa Rica                                                             | Qual. Mondiali 2018                                                    | 1                                                                      |                                                                        |
| 29-3-2017                                                              | Port of Spain                                                          | Trinidad e Tobago                                                      | 0 – 1                                                                  | Messico                                                                | Qual. Mondiali 2018                                                    | -                                                                      |                                                                        |
| 28-5-2017                                                              | Los Angeles                                                            | Messico                                                                | 1 – 2                                                                  | Croazia                                                                | Amichevole                                                             | -                                                                      | 46’                                                                    |
| 18-6-2017                                                              | Kazan'                                                                 | Portogallo                                                             | 2 – 2                                                                  | Messico                                                                | Conf. Cup 2017 - 1º turno                                              | -                                                                      | 67’                                                                    |
| 21-6-2017                                                              | Soči                                                                   | Messico                                                                | 2 – 1                                                                  | Nuova Zelanda                                                          | Conf. Cup 2017 - 1º turno                                              | -                                                                      |                                                                        |
| 24-6-2017                                                              | Kazan'                                                                 | Messico                                                                | 2 – 1                                                                  | Russia                                                                 | Conf. Cup 2017 - 1º turno                                              | 1                                                                      |                                                                        |
| 29-6-2017                                                              | Soči                                                                   | Germania                                                               | 4 – 1                                                                  | Messico                                                                | Conf. Cup 2017 - Semifinale                                            | -                                                                      |                                                                        |
| 2-7-2017                                                               | Mosca                                                                  | Portogallo                                                             | 2 – 1 dts                                                              | Messico                                                                | Conf. Cup 2017 - Finale 3º posto                                       | -                                                                      |                                                                        |
| 1-9-2017                                                               | Città del Messico                                                      | Messico                                                                | 1 – 0                                                                  | Panama                                                                 | Qual. Mondiali 2018                                                    | -                                                                      | 76’                                                                    |
| 10-10-2017                                                             | San Pedro Sula                                                         | Honduras                                                               | 3 – 2                                                                  | Messico                                                                | Qual. Mondiali 2018                                                    | -                                                                      |                                                                        |
| 10-11-2017                                                             | Bruxelles                                                              | Belgio                                                                 | 3 – 3                                                                  | Messico                                                                | Amichevole                                                             | -                                                                      |                                                                        |
| 13-11-2017                                                             | Danzica                                                                | Polonia                                                                | 0 – 1                                                                  | Messico                                                                | Amichevole                                                             | -                                                                      | 46’                                                                    |
| 1-2-2018                                                               | San Antonio                                                            | Messico                                                                | 1 – 0                                                                  | Bosnia ed Erzegovina                                                   | Amichevole                                                             | -                                                                      | 46’                                                                    |
| 24-3-2018                                                              | Santa Clara                                                            | Messico                                                                | 3 – 0                                                                  | Islanda                                                                | Amichevole                                                             | -                                                                      |                                                                        |
| 27-3-2018                                                              | Arlington                                                              | Messico                                                                | 0 – 1                                                                  | Croazia                                                                | Amichevole                                                             | -                                                                      | 16’                                                                    |
| 17-10-2018                                                             | Santiago de Querétaro                                                  | Messico                                                                | 0 – 1                                                                  | Cile                                                                   | Amichevole                                                             | -                                                                      | 76’                                                                    |
| 16-11-2018                                                             | Córdoba                                                                | Argentina                                                              | 2 – 0                                                                  | Messico                                                                | Amichevole                                                             | -                                                                      |                                                                        |
| 27-3-2019                                                              | Santa Clara                                                            | Messico                                                                | 4 – 2                                                                  | Paraguay                                                               | Amichevole                                                             | -                                                                      | 73’                                                                    |
| 6-6-2019                                                               | Berlino                                                                | Messico                                                                | 3 – 1                                                                  | Venezuela                                                              | Amichevole                                                             | -                                                                      |                                                                        |
| 16-6-2019                                                              | Pasadena                                                               | Messico                                                                | 7 – 0                                                                  | Cuba                                                                   | Gold Cup 2019 - 1º turno                                               | -                                                                      |                                                                        |
| 19-6-2019                                                              | Denver                                                                 | Messico                                                                | 3 – 1                                                                  | Canada                                                                 | Gold Cup 2019 - 1º turno                                               | -                                                                      |                                                                        |
| 28-6-2019                                                              | Houston                                                                | Messico                                                                | 1 – 1 dts (6 – 5 dtr)                                                  | Costa Rica                                                             | Gold Cup 2019 - Quarti di finale                                       | -                                                                      | 105’                                                                   |
| 10-9-2019                                                              | San Antonio                                                            | Messico                                                                | 0 – 4                                                                  | Argentina                                                              | Amichevole                                                             | -                                                                      |                                                                        |
| 12-10-2019                                                             | Hamilton                                                               | Bermuda                                                                | 1 – 5                                                                  | Messico                                                                | CONCACAF Nations League 2019-2020 - 2º turno                           | -                                                                      |                                                                        |
| 16-10-2019                                                             | Città del Messico                                                      | Messico                                                                | 3 – 1                                                                  | Panama                                                                 | CONCACAF Nations League 2019-2020 - 2º turno                           | -                                                                      |                                                                        |
| 7-10-2020                                                              | Amsterdam                                                              | Paesi Bassi                                                            | 0 – 1                                                                  | Messico                                                                | Amichevole                                                             | -                                                                      | 87’ 90’                                                                |
| 13-10-2020                                                             | L'Aia                                                                  | Algeria                                                                | 2 – 2                                                                  | Messico                                                                | Amichevole                                                             | -                                                                      | 58’                                                                    |
| 14-11-2020                                                             | Wiener Neustadt                                                        | Corea del Sud                                                          | 2 – 3                                                                  | Messico                                                                | Amichevole                                                             | -                                                                      | 82’                                                                    |
| 17-11-2020                                                             | Graz                                                                   | Giappone                                                               | 0 – 2                                                                  | Messico                                                                | Amichevole                                                             | -                                                                      |                                                                        |
| 29-5-2021                                                              | Arlington                                                              | Messico                                                                | 2 – 1                                                                  | Islanda                                                                | Amichevole                                                             | -                                                                      | 63’                                                                    |
| 4-6-2021                                                               | Denver                                                                 | Messico                                                                | 0 – 0 dts (5 – 4 dtr)                                                  | Costa Rica                                                             | CONCACAF Nations League 2019-2020 - Semifinale                         | -                                                                      |                                                                        |
| 7-6-2021                                                               | Denver                                                                 | Stati Uniti                                                            | 3 – 2 dts                                                              | Messico                                                                | CONCACAF Nations League 2019-2020 - Finale                             | -                                                                      |                                                                        |
| 10-7-2021                                                              | Arlington                                                              | Messico                                                                | 0 – 0                                                                  | Trinidad e Tobago                                                      | Gold Cup 2021 - 1º turno                                               | -                                                                      |                                                                        |
| 14-7-2021                                                              | Dallas                                                                 | Guatemala                                                              | 0 – 3                                                                  | Messico                                                                | Gold Cup 2021 - 1º turno                                               | -                                                                      | 71’                                                                    |
| 24-7-2021                                                              | Glendale                                                               | Messico                                                                | 3 – 0                                                                  | Honduras                                                               | Gold Cup 2021 - Quarti di finale                                       | -                                                                      |                                                                        |
| 30-7-2021                                                              | Houston                                                                | Messico                                                                | 2 – 1                                                                  | Canada                                                                 | Gold Cup 2021 - Semifinale                                             | -                                                                      | 90’                                                                    |
| 1-8-2021                                                               | Paradise                                                               | Stati Uniti                                                            | 1 – 0                                                                  | Messico                                                                | Gold Cup 2021 - Finale                                                 | -                                                                      |                                                                        |
| 2-9-2021                                                               | Città del Messico                                                      | Messico                                                                | 2 – 1                                                                  | Giamaica                                                               | Qual. Mondiali 2022                                                    | -                                                                      |                                                                        |
| 5-9-2021                                                               | San José                                                               | Costa Rica                                                             | 0 – 1                                                                  | Messico                                                                | Qual. Mondiali 2022                                                    | -                                                                      |                                                                        |
| 8-9-2021                                                               | Panama                                                                 | Panama                                                                 | 1 – 1                                                                  | Messico                                                                | Qual. Mondiali 2022                                                    | -                                                                      |                                                                        |
| 7-10-2021                                                              | Città del Messico                                                      | Messico                                                                | 1 – 1                                                                  | Canada                                                                 | Qual. Mondiali 2022                                                    | -                                                                      |                                                                        |
| 13-10-2021                                                             | San Salvador                                                           | El Salvador                                                            | 0 – 2                                                                  | Messico                                                                | Qual. Mondiali 2022                                                    | -                                                                      | 56’, 67’                                                               |
| 17-11-2021                                                             | Edmonton                                                               | Canada                                                                 | 2 – 1                                                                  | Messico                                                                | Qual. Mondiali 2022                                                    | -                                                                      | 90+2’                                                                  |
| 27-1-2022                                                              | Kingston                                                               | Giamaica                                                               | 1 – 2                                                                  | Messico                                                                | Qual. Mondiali 2022                                                    | -                                                                      |                                                                        |
| 2-2-2022                                                               | Città del Messico                                                      | Messico                                                                | 1 – 0                                                                  | Panama                                                                 | Qual. Mondiali 2022                                                    | -                                                                      |                                                                        |
| 30-3-2022                                                              | Città del Messico                                                      | Messico                                                                | 2 – 0                                                                  | El Salvador                                                            | Qual. Mondiali 2022                                                    | -                                                                      |                                                                        |
| 2-6-2022                                                               | Glendale                                                               | Messico                                                                | 0 – 3                                                                  | Uruguay                                                                | Amichevole                                                             | -                                                                      | 42’                                                                    |
| 5-6-2022                                                               | Chicago                                                                | Messico                                                                | 0 – 0                                                                  | Ecuador                                                                | Amichevole                                                             | -                                                                      |                                                                        |
| 28-9-2022                                                              | Santa Clara                                                            | Messico                                                                | 2 – 3                                                                  | Colombia                                                               | Amichevole                                                             | -                                                                      |                                                                        |
| 9-11-2022                                                              | Girona                                                                 | Messico                                                                | 4 – 0                                                                  | Iraq                                                                   | Amichevole                                                             | -                                                                      |                                                                        |
| 16-11-2022                                                             | Girona                                                                 | Messico                                                                | 1 – 2                                                                  | Svezia                                                                 | Amichevole                                                             | -                                                                      | 62’                                                                    |
| 26-11-2022                                                             | Lusail                                                                 | Argentina                                                              | 2 – 0                                                                  | Messico                                                                | Mondiali 2022 - 1º turno                                               | -                                                                      | 22’                                                                    |
| 19-4-2023                                                              | Glendale                                                               | Stati Uniti                                                            | 1 – 1                                                                  | Messico                                                                | Amichevole                                                             | -                                                                      |                                                                        |
| 7-6-2023                                                               | Mazatlán                                                               | Messico                                                                | 2 – 0                                                                  | Guatemala                                                              | Amichevole                                                             | -                                                                      |                                                                        |
| 10-6-2023                                                              | San Diego                                                              | Messico                                                                | 2 – 2                                                                  | Camerun                                                                | Amichevole                                                             | -                                                                      | cap.                                                                   |
| 18-6-2023                                                              | Paradise                                                               | Panama                                                                 | 0 – 1                                                                  | Messico                                                                | CONCACAF Nations League 2022-2023 - Finale 3º posto                    | -                                                                      | 45+4’                                                                  |
| Totale                                                                 |                                                                        | Presenze                                                               | 68                                                                     |                                                                        | Reti                                                                   | 3                                                                      |                                                                        |

## Palmarès

### Club

#### Competizioni nazionali
- Campionato messicano: 5

Santos Laguna: Clausura 2015, Clausura 2018
América: Apertura 2023, Clausura 2024, Apertura 2024
- Coppa del Messico: 1

Santos Laguna: Apertura 2014
- Supercoppa del Messico: 1

Santos Laguna: 2015

#### Competizioni internazionali
- Campeones Cup: 1

América: 2024

### Nazionale
- Gold Cup: 1

2019